# 金融広報中央委員会
金融広報中央委員会は、日本の組織または団体。日本国民の暮らしに身近な金融に関する広報活動を、中立・公正な立場から行うことを存在目的とする。2024年10月金融サービスの提供及び利用環境の整備等に関する法律に基づく認可法人金融経済教育推進機構に業務を移管し解散。
事務局は日本銀行情報サービス局に置かれていた。

## 歴史
以下、委員会パンフレットならびに日本銀行webサイトによる。
- 1952年（昭和27年）：「貯蓄増強中央委員会」の名称で設立
- 1953年（昭和28年）：「貯蓄に関する世論調査」（現・「家計の金融行動に関する世論調査」）開始
- 1988年（昭和63年）：「貯蓄広報中央委員会」に改称
- 2001年（平成13年）4月：現名称に改称
- 2004年（平成16年）4月：「マネー情報　知るぽると」の愛称を採用
- 2006年（平成18年）10月：「金融教育プラザ」を設置
- 2007年（平成19年）5月：愛称を「知るぽると」に改める
- 2024年 (令和6年) 10月 : 解散

## 委員構成
規約によれば、同委員会により加入が認められた各種団体の代表者、同じく加入が認められた学識経験者および日本銀行副総裁（1名）を委員として構成された。

## 地域連携
同委員会は、各都道府県金融広報委員会（例: 青森県金融広報委員会。以下、各地委員会）と連携を行っており、全国規模の幅広いネットワークを形成しているとされる。これらのネットワークの中央機能も金融経済教育推進機構に移管された。
各地委員会は、都道府県庁、財務省財務局・財務事務所、金融経済団体、消費者団体、日本銀行本支店・事務所等により構成される。

## 活動例
- 一般個人向け、教育関係者向けのウェブサイト 「知るぽると」（外部リンク）の運営
- 「金融リテラシー調査」（「18歳以上の個人の金融リテラシー（お金の知識・判断力）の現状把握」を目的とする）の実施、公表[6][7]